# Pitcairnöarna
Pitcairnöarna (engelska: Pitcairn Islands eller Pitcairn and dependencies, pitcairnesiska: Pitkern Ailen) är en brittisk kronkoloni i Polynesien i södra Stilla havet. FN anser området vara ett icke-självstyrande område. Huvudstad är Adamstown som också är den enda staden på den enda bebodda ön Pitcairn. 

## Historia

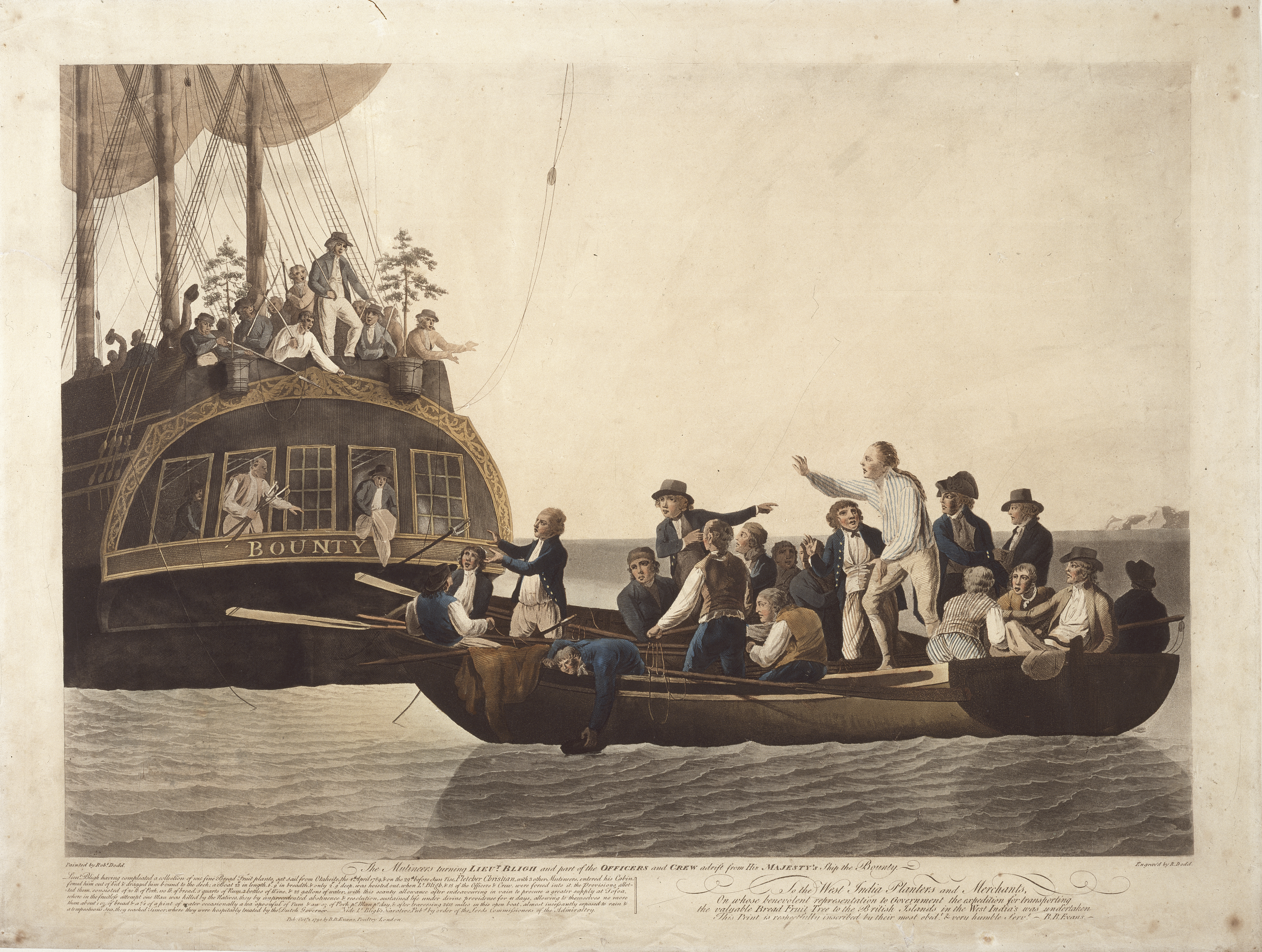
Myteriet på Bounty.

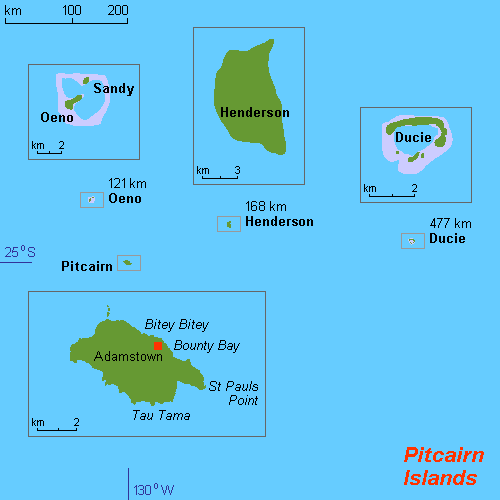
Karta över Pitcairnöarna.

Öarna upptäcktes av polynesier som förefaller ha bott på Pitcairn och grannön Henderson i flera sekler. Arkeologer tror att polynesierna bodde där ända fram på 1400-talet, men öarna var obebodda när de upptäcktes av den portugisiske sjöfararen Pedro Fernandez de Quiros 1606. De föll sedan i glömska men återupptäcktes den 2 juli 1767 av brittiske sjöfararen kapten Philip Carteret på fartyget ”Swallow” och namngavs då efter den besättningsman som först såg ön.
Efter myteriet på Bounty 1789 begav sig myteristerna under ledning av Fletcher Christian först till Tahiti. Nio av myteristerna, tillsammans med sex tahitiska män och elva tahitiska kvinnor, lämnade Tahiti och landsteg på Pitcairn den 23 januari 1790. De tog vara på allt användbart på Bounty och Matthew Quintal satte fartyget i brand. Det dröjde till 1808 innan det amerikanska fartyget Topaz under kapten Mayhew Folger kom till ön.
Livet på ön hade kommit att präglas av våld och förtryck mot tahitierna, och ledde till döden för de flesta av männen. Brittiska sjömän, som besökte ön 1814, hittade bara en myterist vid liv, John Adams, som levde med nio kvinnor. Kvinnorna hade fått barn med några av de avlidna myteristerna och dessa barn var vid liv. Adams och Maimiti (Christians änka) hävdade att Christian hade blivit mördad under konflikterna mellan myteristerna och de tahitiska männen. Övriga hade dött under oroligheterna eller av andra anledningar.
Pitcairn blev en brittisk koloni den 29 november 1838 och blev den första brittiska kolonin i Stilla havet. Samma år fick Pitcairn kvinnlig rösträtt som första territorium i världen.
Efter att från början ha förvaltats som en del av kolonin Fiji och som en del i Brittiska Västra Stillahavsterritoriet ombildades Pitcairn den 10 oktober 1970 till ett eget territorium Pitcairn and dependencies. Pitcairnöarna är i dag det enda brittiska territoriet i Stilla havet.
År 2003 föddes det första barnet på öarna sedan 1986.
År 2004 dömdes sex män, ungefär halva öns manliga befolkning, inklusive borgmästaren Steve Christian för olika sexualbrott, inklusive våldtäkt. Den brittiska regeringen har byggt ett fängelse på ön, så att de dömda ska slippa att deporteras till ett fängelse i Nya Zeeland. De sex männen började avtjäna sitt straff i slutet av 2006. År 2009 hade alla männen frigivits eller fått sitt straff förvandlat till husarrest eller samhällstjänst.
År 2015 fattade Pitcairnöarnas öråd ett enhälligt beslut om att legalisera samkönade äktenskap. Av öarnas cirka 50 invånare är inga öppet i ett samkönat förhållande.

## Geografi

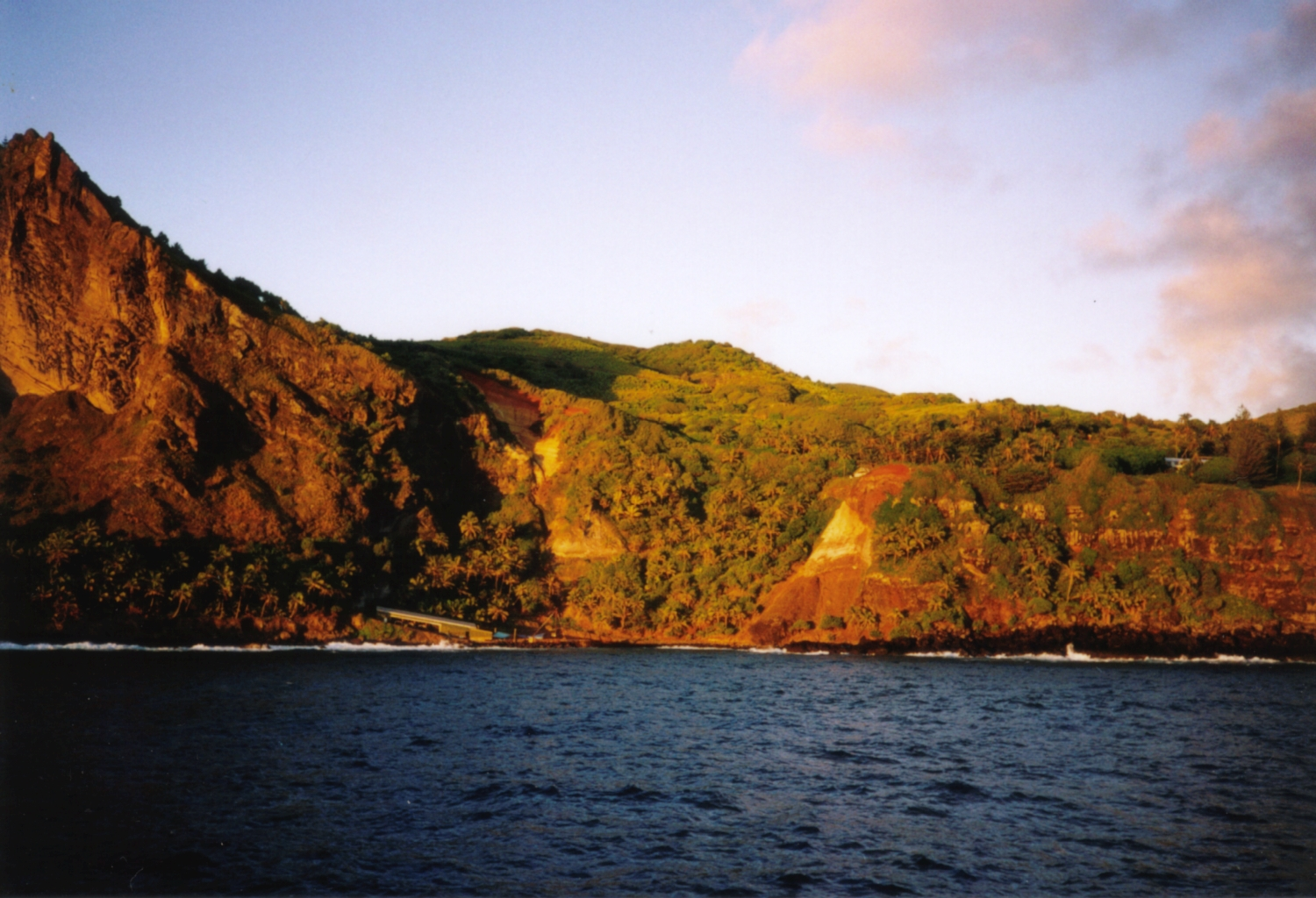
Bounty Bay på Pitcairn.

Området består av fem öar där Pitcairn är huvudön och den enda bebodda ön
- Pitcairn Island - huvudön.
- Henderson Island - den största av öarna.
- Oeno Island/Sandy Island - tvillingöar, de är Pitcairnbornas semesterparadis.
- Ducie Island - ligger en bra bit ifrån de övriga, en ö med många exotiska fåglar.

Pitcairnöarna är världens folkfattigaste självstyrande territorium med 46 invånare (juli 2005) varav de flesta härstammar från Bountys myterister som kom till ön 1790. 1937 fanns där 237 invånare, men invånarantalet har sjunkit sedan dess på grund av utvandring, främst till Nya Zeeland. Samhällets gemensamma kostnader finansieras helt av öns frimärksförsäljning.
På ön talas kreolspråket pitcairnesiska, en blandning mellan 1700-talsengelska och tahitiska. Officiellt språk är dock engelska. På ön finns varken hotell, hamn eller flygplats. Båtar kommer oregelbundet, så ett brev till eller från ön kan ta flera månader.
Pitcairn har en area om 47 kvadratkilometer, en kustlinje på 41 kilometer och högsta punkten är Pawala Valley Ridge med 347 m ö.h.

## Styre och politik
Pitcairn är världens minsta demokrati, sett till antalet invånare. Den engelska kronans representant är guvernören, som befinner sig på Nya Zeeland. Denne utser i sin tur en kommissionär (ej bosatt på ön) och två rådgivare (varav den ene är ösekreteraren, som är anställd och bosatt på Pitcairn). De tre sistnämnda är givna medlemmar av örådet, som är Pitcairns beslutande församling. I detta öråd ingår även sex folkvalda ledamöter och en person som utses av de folkvalda. Totalt 10 ledamöter.

## Ekonomi och samfärdsel
Det finns inga skatter på öarna. I stället måste alla kunniga vuxna som bor på öarna delta i underhållet av de offentliga vägar och byggnader samt med att lossning av båtlaster.

### Kommunikationer
Det finns bara satellittelefoner på öarna. Något mobilnät existerar inte. Öborna kommunicerar ofta med hjälp av kommunikationsradio. De allra flesta vuxna är också licensierade radioamatörer vilket gör ön mycket känd bland deras tre miljoner kollegor världen över. Amatörradion erbjuder öborna kontakt och utbyte med omvärlden. Genom åren har också många radioamatörer besökt ön då den räknas som ett eget land i dessa sammanhang och är mycket eftertraktad för diplom. Ön har ett eget prefix tilldelat av Internationella Teleunionen, ITU. VR6 börjar alla anropssignaler på. Öborna hinner i regel inte vara så aktiva som radioamatörer därför sker ibland expeditioner till ön med utländska radioamatörer som tar sig dit med chartrad båt. 
Adamstown är utrustad med trådlöst 128 kbps internetnätverk.
Invånarna kan lyssna på utländska stationer på kortvågsbandet. Utländska tv-kanaler kan ses med hjälp av parabolantenner och de flesta hushåll har dvd-spelare.

### Transporter
Pitcairnöarna har ingen flygplats eller hamn för stora båtar. Det har i flera omgångar förts diskussioner om att anlägga en flygplats på ön men öborna själva har inte velat detta då de varit rädda för följderna [källa behövs]. Landstigning sker från mindre båtar. Om man vill resa till Pitcairn från exempelvis Sverige måste man först flyga till Tahiti och därefter vidare till ön Mangareva i Franska Polynesien. Sedan återstår en båttur på 30 timmar. Ibland avgår inte båten på flera månader. Pitcairn ligger utanför lastfartygens normala rutter och därför tar lastfartyg bara undantagsvis omvägen via ön som inte heller ligger nära någon annan bebodd ö och anses därför tillsammans med Tristan da Cunha i Atlanten vara världens mest otillgängliga bebodda ö. 
Man kan också åka med några av de fraktbåtar som då och då går mellan Nya Zeeland och Pitcairn. Resan tar sju dygn och båttrafiken följer inga fasta tidtabeller, så det gäller att resa tillbaka när tillfälle ges. Annars kan man bli fast på öarna under en längre tid än beräknat.

## Pitcairnrättegångarna
Den 30 september 2004 hölls en rättegång mot sju män bosatta på Pitcairn, däribland borgmästaren, som åtalats för sexuella övergrepp i 55 fall, varav en del mot minderåriga. Den 24 (eller 29) oktober befanns alla utom en person vara skyldiga till minst en av åtalspunkterna. Borgmästaren, hans son och ytterligare en man dömdes till mellan 2 och 6 års fängelse. En man som ångrat sig under rättegången dömdes till samhällstjänst på ön. Domarna vann inte laga kraft förrän 2006 då Kungliga Rådet (Privy Council) i Storbritannien slutligen fastslagit Storbritanniens suveränitet över ön efter den längsta förhandlingen i rådet på 100 år. Ytterligare sex personer som inte var bosatta på Pitcairn åtalades på sammanlagt 41 punkter i en separat rättegång i Auckland, Nya Zeeland 2005. Samtliga personer som innehade något förtroendeuppdrag på ön för den brittiska administrationens räkning tvingades att avgå.
Öborna försökte undvika en rättsprocess genom att hävda att Storbritannien aldrig formellt tagit öarna i besittning och att de därför inte stod under brittisk lag.
Den 18 april 2004 hade en speciell domstol, Pitcairns Högsta Domstol, med nyzeeländska domare som fått uppdraget av Storbritanniens regering, fastslagit att brittisk lag gällde på öarna. Domen fastslogs i ett par andra instanser och överprövning nekades varför rättegången kunde starta den 30 september. 
För att hålla rättegången transporterades virke till en domstolsbyggnad till ön från Nya Zeeland. Domstolen fick sedan byggas upp på plats och vittnen som var bosatta utanför ön hördes via satellitlänk. Hela rättegången sägs ha kostat 14,1 miljoner NZD (68,5 MSEK 2009).
De sexuella övergreppen skedde främst mot barn och enstaka fall ledde till rättegång redan på 1950-talet. 1999 stationerades en brittisk polis på ön som började undersöka rykten som florerade om övergrepp i stor skala. En pastor som stationerades på ön senare upptäckte kraftiga humörsvängningar bland barnen och undersökte saken. Detta ledde så småningom till rättegång.
Av de 47 invånarna på ön åtalades majoriteten av den manliga befolkningen vilket delade ön i två läger. En del män menade att kvinnorna på ön blivit pressade av den brittiska polisen. Flera kvinnor tog tillbaka sina vittnesmål inför rättegången. Den dömde borgmästarens hustru kallade till ett möte där man försökte fastslå att sex med minderåriga förekommit sedan myteriet år 1790. Det fanns dock några kvinnor som avvisade mötet och påståendena som nonsens. Många öbor höll sig borta från rättegången då de "ville kunna se alla andra öbor i ögonen". "Vi vill inget veta", sa de. "Vi måste ändå hjälpa varandra för att överleva på ön", var också en vanlig åsikt bland de oskyldiga som bojkottade rättegången. Öbon Mike Warren uttryckte i nyzeeländsk radio vad de flesta öbor kände efter rättegången: "Invånarna på Pitcairn har utsatts för mobbning av brittiska staten."
Rättegången uppmärksammades över hela världen, även i svensk radio och tv, men framförallt i Oceanien och i samväldesländerna vilket fick Pitcairn att framstå i mycket dålig dager. Öborna var mycket bittra över detta, vilket Mike Warren gav uttryck för i intervjun.
Så sent som 2007 dömdes öbon Michael John Young till 6½ års fängelse för våldtäkt och sexuellt övergrepp, och rättegången från 2004 präglar än idag öns rykte.

## Kultur

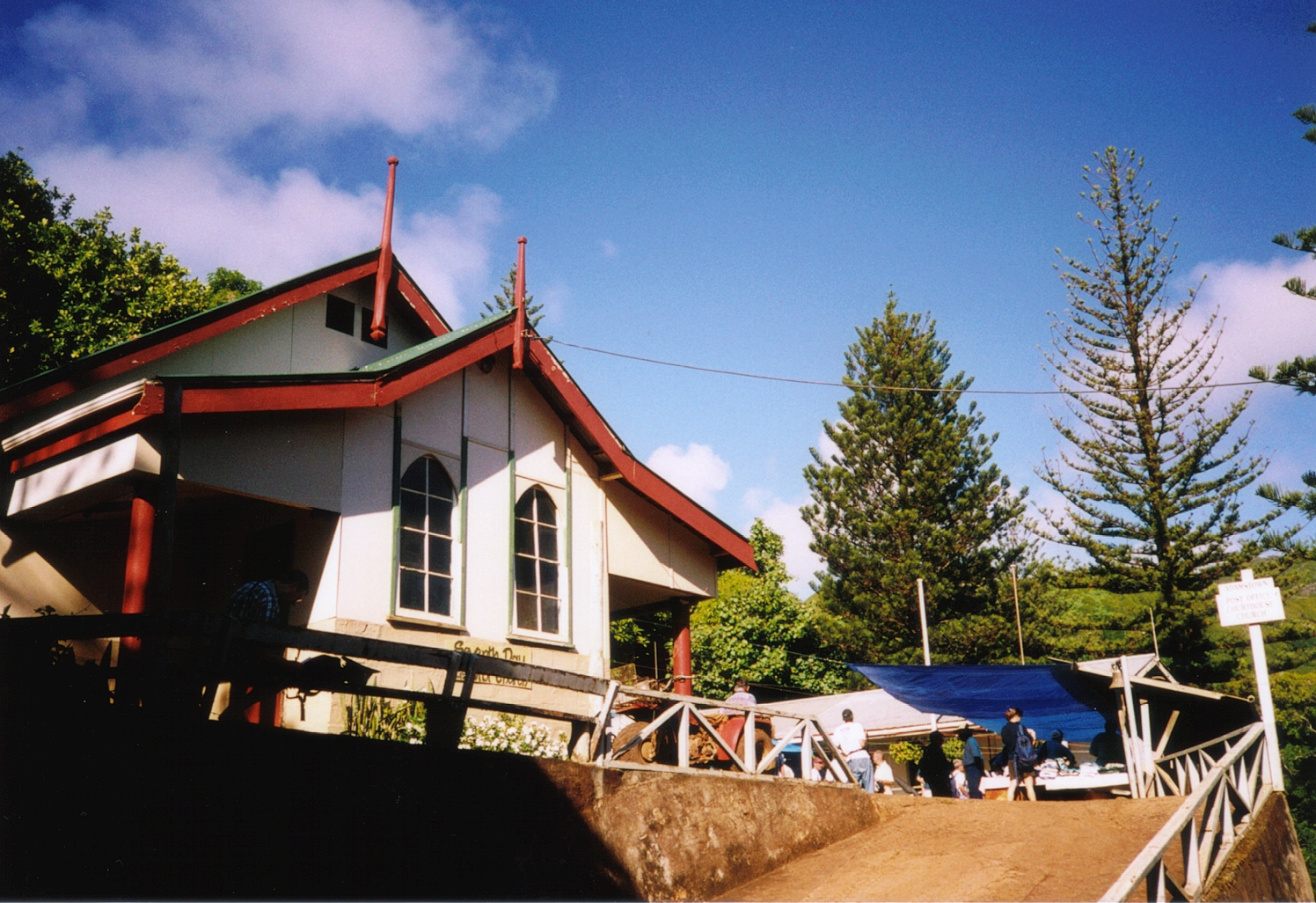
Kyrkan i Adamstown

Kulturen på Pitcairnöarna är en blandning av engelska och tahitiska traditioner.

### Religion
På 1890-talet anlände adventistmissionärer till öarna. Deras inverkan på samhället har varit stor genom decennierna. Adventistkyrkans betydelse har dock minskat på senare år, även om åtta personer uppges besöka gudstjänsterna regelbundet. Trots adventistkyrkansa dominerande roll i samhället, garanteras religionfrihet på öarna.

## Snabbfakta
- Vägar: 6,4 km grusvägar
- Religion: Sjundedagsadventister, officiellt omfattande 100 % av befolkningen
- Antal arbetande: 12 (1997)
- Industri: Hantverk och frimärken
- Elektricitet: En liten dieseldriven generator
- Antal telefonlinjer: 1 (17 telefoner på en s.k. party-line)
- Antal radiostationer: 1
- Antal TV-stationer: 0
- Toppdomän: .pn